# Kazuo Umezu

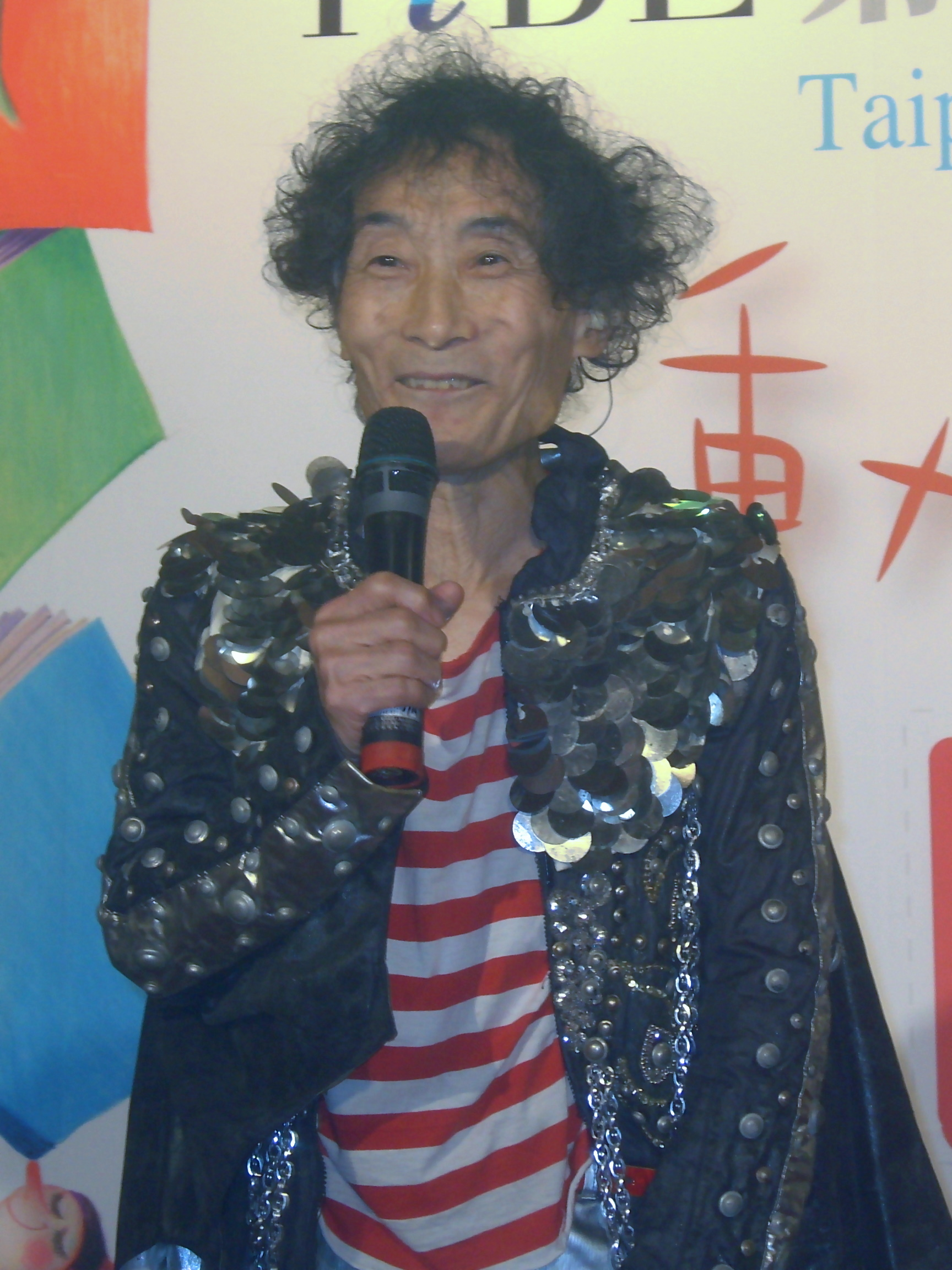
Kazuo Umezu (2010).

Kazuo Umezu (Kōya, 3 settembre 1936 – 28 ottobre 2024) è stato un fumettista giapponese.
Conosciuto anche come Kazuo Umezz (楳図 かずお?, Umezu Kazuo, nome di nascita 楳図一雄), era specializzato nel genere horror e in altri tipi di manga; era inoltre musicista e attore.

## Opere
| Titolo originale                                        | Italiano                            | Inizio | Fine | Genere          | Volumi |
| ------------------------------------------------------- | ----------------------------------- | ------ | ---- | --------------- | ------ |
| (ロマンスの薬?, Romansu no Kusuri)                      |                                     | 1962   |      |                 |        |
| (紅グモ?, Benigumo)                                     |                                     | 1965   | 1966 | horror          | 1      |
| (半魚人?, Hangyojin)                                    |                                     | 1965   |      | horror          | 1      |
| (ひびわれ人間?, Hibiware Ningen)                        |                                     | 1966   |      |                 |        |
| (へび少女?, Hebi Shōjo)                                 | Reptilia                            | 1966   |      | horror          | 1      |
| (ウルトラマン?, Urutoraman)                             | Ultraman                            | 1966   | 1967 | Science fiction | 2      |
| (猫目小僧?, Nekome Kozō)                                | Cat Eyed Boy                        | 1967   | 1976 | horror          | 5      |
| (赤んぼ少女?, Akanbo Shōjo)                             |                                     | 1967   |      | horror          | 1      |
| (SF異色短編集?, SF Ishoku Tampenshū)                    |                                     | 1968   | 1969 |                 |        |
| (映像?, Kage)                                           |                                     | 1968   |      | horror          | 1      |
| (蝶の墓?, Chō no Haka)                                  |                                     | 1968   |      | horror          | 1      |
| (おそれ?, Osore)                                        |                                     | 1969   |      | horror          | 1      |
| (死者の行進?, Shisha no Kōshin)                         |                                     |        |      |                 |        |
| (おろち?, Orochi)                                       | Orochi                              | 1969   | 1970 | horror          | 6      |
| (イアラ?, Iara)                                         |                                     | 1970   |      |                 | 6      |
| (怪獣ギョー?, Kaijū Gyō)                                |                                     | 1971   |      | horror          | 1      |
| (アゲイン?, Agein)                                      | Again                               | 1971   | 1972 | commedia        | 6      |
| (漂流教室?, Hyōryū kyōshitsu)                           | Aula alla deriva                    | 1972   | 1974 | horror          | 11     |
| (洗礼?, Senrei)                                         | Baptism                             | 1974   | 1976 | horror          | 6      |
| (まことちゃん?, Makoto chan)                            | Makoto-chan                         | 1976   | 1981 | commedia        | 24     |
| (わたしは真悟?, Watashi wa Shingo)                      | Io sono Shingo                      | 1982   | 1986 | Science Fiction | 10     |
| (神の左手悪魔の右手?, Kami no Hidarite Akuma no Migite) | God's Left Hand, Devil's Right Hand | 1986   | 1988 | horror          | 6      |
| (14歳?, Fōtīn)                                          | Fourteen                            | 1990   | 1995 | Science fiction | 20     |
| (恐怖劇場?, Kyōfu Gekijō)                               | Kazuo Umezu's Horror Theater        | 1992   | 1992 | horror          | 2      |

## Assistenti
- Noboru Takahashi
- Robin Nishi
- Rumiko Takahashi